# Майерс, Эмма
Эмма Элизабет Майерс (англ. Emma Elizabeth Myers; род. 2 апреля 2002, Орландо, Флорида) — американская актриса. Начала свою карьеру в 2010 году ещё будучи ребёнком, появившись в телесериале «Болота». Широкую известность получила в 2022 году после появления в роли Энид Синклер в сериале Netflix «Уэнздей».

## Ранняя жизнь
Эмма Элизабет Майерс родилась 2 апреля 2002 года в Орландо, штат Флорида. В семье Николь Кассиматис и Джереми Майерса. Училась на домашнем обучении. Также у Майерс три сестры — Айвери, Оливия и Изабель. Последняя также является актрисой. Обучалась в Бруклинском колледже и университете Макгилла где получила степень магистра искусств в области актёрского мастерства.

## Карьера
Майерс начала сниматься ещё в детстве, дебютировав в 2010 году в сериале «Болота». В том же году появилась в короткометражке «Кривой» и христианской драме «Письма Богу». В 2019 году вновь начала сниматься в кино, исполнив главную роль в короткометражке «Любовь, Невинность» и телесериале «Пекарь и красавица». В 2020 году Майерс появилась в телефильме «Вкус Рождества», а в 2021 году в триллере «Девушка в подвале». Широкая известность пришла к ней в 2022 году, когда актриса появилась в сериале Netflix «Уэнздей», где сыграла Энид Синклер, подругу Уэнздей Аддамс, которую играла Дженна Ортега. В 2023 году появилась в фильме «Южный госпел» и «Семейный обмен».
В декабре 2023 года актриса подписала контракт на участие в фильме «Minecraft в кино» по одноимённой компьютерной игре. В 2024 году исполнила главную роль в телесериале «Хороших девочек не убивают». В 2025 году исполнила главную роль в фильме «Minecraft в кино».

## Личная жизнь
Майерс поклонница K-pop, в особенности группы Seventeen. В интервью 2022 года для Teen Vogue девушка рассказала, что сформировалась на фэндомах «Властелина колец» и «Звёздных войн». Считает себя интровертом.
В интервью журналу Seventeen отметила что ее самые желаемые роли это роль Макс Колфилд из компьютерной игры Life is Strange и роль Эдит Финч из компьютерной игры What Remains of Edith Finch, также отмечая что обе игры впечатлили актрису и входят в число любимых.

## Фильмография
| Год          |     | Русское название           | Оригинальное название         | Роль                   |
| ------------ | --- | -------------------------- | ----------------------------- | ---------------------- |
| 2010         | с   | Болота                     | The Glades                    | Пейдж Слейтон          |
| 2010         | ф   | Письма Богу                | Letters to God                | девочка в автобусе     |
| 2010         | кор | Кривой                     | Crooked                       | девушка из спортзала   |
| 2019         | кор | Любовь, Невинность         | Love, Innocence               | Элис                   |
| 2019         | с   | Пекарь и красавица         | The Baker and the Beauty      | Стефани                |
| 2020         | кор | Бессмертный                | Deathless                     | Мэвис Небик            |
| 2020         | с   | Глубокой ночью             | Dead of Night                 | девушка из «Магнолии»  |
| 2020         | тф  | Вкус Рождества             | A Taste of Christmas          | Биби Джордан           |
| 2021         | тф  | Девушка в подвале          | Girl in the Basement          | Мэри Коди              |
| 2022 — н. в. | с   | Уэнздей                    | Wednesday                     | Энид Синклер           |
| 2023         | ф   | Южный госпел               | Southern Gospel               | Энджи Блэкберн         |
| 2023         | ф   | Семейный обмен             | Family Switch                 | Си Си Уокер            |
| 2024 — н. в. | с   | Хороших девочек не убивают | A Good Girl's Guide to Murder | Пиппа «Пип» Фитц-Амоби |
| 2025         | ф   | Minecraft в кино           | A Minecraft Movie             | Натали                 |
| 2026         | мф  | Angry Birds 3 в кино       | The Angry Birds Movie 3       |                        |

## Награды и номинации
| Год  | Премия                                        | Категория                                         | Номинация за     | Результат | Примечания |
| ---- | --------------------------------------------- | ------------------------------------------------- | ---------------- | --------- | ---------- |
| 2022 | Премия «Ассоциации онлайн-кино и телевидения» | Лучшая актриса второго плана в комедийном сериале | Уэнздей          | Номинация | [ 18 ]     |
| 2025 | Kids' Choice Awards                           | Лучший удар по заднице                            | Minecraft в кино | Победа    | [ 19 ]     |
| 2025 | Kids' Choice Awards                           | Лучшая киноактриса                                | Minecraft в кино | Номинация | [ 20 ]     |